# Конти-Другі
Конти-Другі (пол. Kąty Drugie) — село в Польщі, у гміні Щебрешин Замойського повіту Люблінського воєводства.
Населення — 92 особи (2011).
У 1975-1998 роках село належало до Замойського воєводства.

## Демографія
Демографічна структура станом на 31 березня 2011 року:
|          | Загалом | Допрацездатний вік | Працездатний вік | Постпрацездатний вік |
| -------- | ------- | ------------------ | ---------------- | -------------------- |
| Чоловіки | 48      | 6                  | 33               | 9                    |
| Жінки    | 44      | 5                  | 20               | 19                   |
| Разом    | 92      | 11                 | 53               | 28                   |